# Acte de commerce

## Droit belge
En droit belge, un acte  de commerce est un « acte ou un fait juridique soumis aux règles du droit commercial en raison de sa nature, de sa forme ou de la qualité de commerçant de son auteur ».

## Droit français
En droit commercial français, un acte de commerce est un acte ou un fait juridique soumis aux règles du droit commercial plutôt qu'aux règles du droit civil ou du droit administratif en raison de sa nature, de sa forme ou de la qualité de commerçant des parties (la qualité de commerçant est le fait pour une personne physique ou morale de pratiquer habituellement des actes de commerce). Cette qualification modifie le régime juridique applicable à l'acte et aux relations contractuelles et détermine la compétence des juridictions consulaires, ainsi que le régime fiscal applicable.

## Droit québécois
En droit québécois, l'acte de commerce est un «  acte juridique à titre onéreux accompli dans un but de spéculation ». Sous le régime du Code civil du Bas-Canada, la théorie des actes de commerce constituait un fondement du droit des affaires. Depuis l'adoption du Code civil du Québec, la théorie des actes de commerce a été remplacée par la théorie de l'activité de l'entreprise (art. 1525 al. 3 C.c.Q.).
Cela dit, la Loi sur la protection du consommateur est une loi plus ancienne que le Code civil du Québec et elle a conservé l'idée que la notion de commerçant est définie de manière plus restreinte que l'activité de l'entreprise.